# The Dangerous Flirt
The Dangerous Flirt is een Amerikaanse dramafilm uit 1924 onder regie van Tod Browning. De film is wellicht zoekgeraakt.

## Verhaal
Sheila Fairfax wordt opgevoed door haar puriteinse tante. Door een nachtelijke escapade met José Gonzales krijgt ze onterecht een kwalijke reputatie. Toch wil de mijningenieur Dick Morris met haar trouwen. Op de huwelijksnacht blijkt dat ze bang is voor diens omhelzing. Dick denkt dat Sheila niet van hem houdt en hij reist naar Zuid-Amerika om een mijn te kopen van Don Alfonso. Sheila reist hem achterna om hem terug te winnen. Ze krijgen er last met Don Alfonso.

## Rolverdeling
| Acteur            | Personage              |
| ----------------- | ---------------------- |
| Evelyn Brent      | Sheila Fairfax         |
| Edward Earle      | Dick Morris            |
| Sheldon Lewis     | Don Alfonso            |
| Clarissa Selwynne | Tante Prissy           |
| Pierre Gendron    | Kapitein José Gonzales |